# Trest smrti v Texasu
Texas je americký stát s nejvyšším počtem popravených osob. Od roku 1819 do roku 2015 bylo popraveno 1273 odsouzených.

## Způsoby popravy
Do roku 1924 se používalo oběšení, zastřelení v době občanské války a v letech 1924–1964 se popravovalo na elektrickém křesle. Smrtící injekce je dnes jediný používaný způsob a používá se od roku 1982.

## Zločiny trestané smrtí
- Vražda hasiče nebo policisty ve službě.
- Vražda, která byla spáchána v souběhu s dalším trestným činem (loupež, znásilnění...).
- Vražda na objednávku (nájemná vražda).
- Vražda spáchaná při útěku z věznice nebo pokusu o něj.
- Vražda spáchaná při výkonu trestu vězení, (další nutnou podmínkou je, že vrah musí být už jednou odsouzený za vraždu nebo být odsouzený minimálně na 99 let nebo doživotí).
- Zavraždění dvou a více lidí.
- Vražda soudce nebo svědka zločinu.
- Napomáhání při vraždě, i když je vrah někdo jiný.

Trest smrti nemůže být udělen osobám mladším 18 let a mentálně retardovaným.

## Termín popravy
Po odsouzení je rozsudek ještě přezkoumán nejvyšším texaským soudem a to trvá nejméně 3 roky, takže je velmi nepravděpodobné, že by byl odsouzenec popraven dříve než za 3 roky od odsouzení. Poté má odsouzený také právo na odvolání nazývané Habeas corpus, ale při každém dalším odvolání musí být předloženy nové důkazy a důvody. Lhůta na vyřízení odvolání je 180 dní. Poté, když už nezbude nic, na co by se dalo odvolat a nelze předložit nové důvody (důkazy) proč trest zmírnit, je určeno datum popravy. Poprava může být provedena nejdříve 91 dní od dne, kdy je datum popravy určeno. Pokud je poprava z nějakého důvodu odložena, tak odsouzenec nesmí být popraven dříve než za 31 dní ode dne, kdy bylo určeno nové datum popravy. Odsouzení často na celách smrti (death row) tráví mnoho let hlavně proto, že se opakovaně odvolávají. Průměrná doba strávená v cele smrti je 10 let a 9 měsíců. Nejkratší dobu, 252 dnů, čekal na cele smrti Joe Gonzales, naopak nejdéle, 31 let tam čekal David Lee Powell.

## Death Row (cela smrti)
Všichni muži odsouzeni k trestu smrti jsou ve věznici Allan B. Polunsky Unit a ženy v Mountain View Unit. Tam jsou převezeni po odsouzení k trestu smrti a tráví tam celou dobu i během procesu odvolání až do popravy nebo zmírnění trestu. Režim na cele smrti je velmi přísný a odsouzení jsou samostatně na svých celách 22–23 hodin denně. V Allan B. Polunsky Unit, kde je drtivá většina odsouzených, jsou mizerné životní podmínky a denní program nerespektuje normální lidský biorytmus. O Mountaun View Unit toho není moc známo.

## Postup popravy
Odsouzení jsou v den popravy odpoledne přivezeni malou bílou dodávkou do věznice Huntsville Unit, kde je popravčí místnost, z Allan B. Polunsky Unit vyjíždějí navíc tři doprovodná vozidla. Cesta tam z Allan B. Polunsky Unit trvá přibližně hodinu (přibližně 80 km), z Mountain View Unit přibližně 2 a tři čtvrtě hodiny (přibližně 270 km). Při cestě se používá několik různých tras aby se snížilo riziko přepadení dodávky.
Při příjezdu do Huntsville Unit jsou odsouzení prohledání, jestli u sebe nemají zakázané předměty.
Potom jsou zavřeni do jedné z několika malých cel, které jsou hned u popravčí místnosti. V cele je jen postel, záchod a malý stolek. Na té straně cely, která směřuje do chodby jsou mříže. V této cele stráví několik hodin do doby, než budou odvedeni do popravčí místnosti. Asi 2 hodiny před popravou dostanou poslední večeři, kterou si ale od roku 2011 nemohou vybrat podle svého přání, ale dostanou to co se v ten den dává v celé věznici. Alkohol a cigarety jsou zakázány. V této cele mohou být odsouzení do doby popravy v kontaktu s knězem, kněz je však mimo celu.
Přibližně půl hodiny před popravou (17:30) je odsouzený odveden do popravčí místnosti a tam připoután k lehátku. Potom jsou mu zapíchnuty 2 kanyly (infuze), do každé ruky (vždy do žíly) jedna, pro případ že by jedna z nich nefungovala. Do infuzí se pak vpustí neškodný fyziologický roztok. Po tom co je toto všechno provedeno, zůstává odsouzený ležet do doby popravy, což je asi čtvrt hodiny až přijdou svědci (příbuzní nebo přátelé oběti nebo přeživší oběti samotného odsouzeného, maximálně 5 příbuzných nebo přátel odsouzeného a maximálně 6 příbuzných nebo přátel oběti odsouzeného, nebo samotné přeživší oběti, v případě jen jedné oběti maximálně 5). Pokud není na poslední chvíli poprava přerušena, což se občas stává, tak poprava začíná v 18:00. V Texasu se používá třísložková verze, nejdřív je do žil odsouzeného vstříknutý thiopental sodný, který ho uspí do hlubokého spánku během několika desítek sekund, potom pankuronium-bromid, které zastaví dýchání a nakonec chlorid draselný, který způsobí zástavu srdce. Celá poprava trvá v průměru 7 minut.
Technické problémy mohou nastat, pokud nelze najít vhodnou žílu k vpichu kanyly. Potom se poprava může protáhnout kvůli hledání žíly, nebo hledání jiného řešení, jako třeba naříznutí kůže a hledání použitelné žíly pod ní. Pokud se smrtící látka aplikuje do svaloviny, tak bývá poprava často zdlouhavá, odsouzený je často při vědomí a velmi trpí, dusí se a cítí bolesti na hrudi.